# Thierry Wili
Thierry Wili (ur. 20 listopada 2000) – szwajcarski narciarz dowolny, specjalizujący się w slopestyle'u i Big Air.
Po raz pierwszy na arenie międzynarodowej pojawił się 27 stycznia 2018 roku w Crans-Montana, gdzie w zawodach FIS Cup zajął 24. miejsce w slopestyle'u. Nie startował na mistrzostwach świata juniorów.
W Pucharze Świata zadebiutował 30 marca 2019 roku w Silvaplanie, gdzie zajął 41. miejsce w slopestyle'u. Pierwsze punkty wywalczył 21 listopada 2020 roku w Stubaital, zajmując 24. miejsce w slopestyle'u. Pierwszy raz na podium zawodów tego cyklu stanął 5 marca 2022 roku w Bakuriani, kończąc rywalizację w slopestyle'u na trzeciej pozycji. Wyprzedzili go tam jedynie dwaj rodacy: Andri Ragettli i Colin Wili.

## Osiągnięcia

### Puchar Świata

#### Miejsca w klasyfikacji generalnej
Od sezonu 2020/2021 klasyfikacja generalna została zastąpiona przez klasyfikację Park & Pipe (OPP), łączącą slopestyle, halfpipe oraz big air. 
- sezon 2020/2021: 47.
- sezon 2021/2022: 44.

#### Miejsca na podium w zawodach
1. Bakuriani – 5 marca 2022 (slopestyle) – 3. miejsce